# Crome & Goldschmidt
Crome & Goldschmidt var en dansk tekstilvirksomhed og et kendt stormagasin.
August Crome og Moritz Goldschmidt indledte et kompagniskab om et stormagasin i 1860 i beskedne lokaler i Antonigade i København. Inden da havde Goldschmidt i adskillige år drevet et possementmageri i Horsens, hvor der blev fremstillet snore, borter, nåle og knapper. Virksomheden gik dog trægt. Crome havde tidligere arbejdet som både tobaksfabrikant og købmand i samme by.
Crome og Goldschmidt fik, samme år som de indgik partnerskab, lov til at gøre brug af de arbejdsdygtige mænd i det relativt nybyggede Horsens Straffeanstalt. I de første år var fabrikken placeret inden for tugthusets mure, hvor der blev produceret bomuldsklæder og tilbehør som lærred, nåle og knapper. I 1865 rykkede en del af produktionen til større og nybyggede lokaler på Fabrikvej. Ved samme lejlighed begyndte man at ansætte lønnede arbejdere.
Crome og Goldschmidt åbnede i 1881 en fabrik i Ribe, samt adskillige tugthusudsalg rundt om i Danmark og i 1905 beskæftigede virksomheden ca. 1.000 personer. I 1884 blev ejendommen mellem Antonigade, Kristen Bernikows Gade og Østergade erhvervet til stormagasinet. I 1927 kunne firmaet her fremvise Danmarks første rulletrappe.
Den verdensomspændende krise i 1920'erne var dog alvorlig for virksomheden, og i 1930 blev alle medarbejdere afskediget. Virksomheden kom dog oven på igen for en tid, og særligt magasinet på Strøget (Østergade 32/Kristen Bernikows Gade) i København blev firmaets flagskib. Odense-afdelingen lå i 1950'erne i Vestergade 25. Men 10. februar 1971 måtte ledelsen erkende, at der var for mange stormagasiner i Danmark; særligt i København. Firmaet standsede 1. marts salget og sluttedes sammen med Illum under navnet: Illum/Crome & Goldschmidt. Siden forsvandt navnet helt.
I en kendt reklamefilm for firmaet fra 1957 afprøver Dirch Passer og Kjeld Petersen herrekonfektion. Filmen er instrueret af Erik Dibbern, Nordisk Film.
Stormagasinet i Østergade er blevet brugt som lokation til følgende film:
- Far til fire i sneen (1954)
- En sømand går i land (1954)
- Far til fire i byen (1956)
- Tag til marked i Fjordby (1957)